# 下泰爾薩河
下泰爾薩河（烏克蘭語：Нижня Терса），是烏克蘭的河流，位於該國東部，流經第聶伯羅彼得羅夫斯克州，屬於小泰爾薩河的右支流，發源自斯拉夫霍羅德東北面，河道全長39公里，流域面積312平方公里。